# Beit Terezin
Beit Terezin (hebräisch בית טרזין) oder Beit Theresienstadt (deutsch Haus Theresienstadt) ist eine 1975 im Kibbutz Givat Chaim (Ihud) eröffnete Forschungs- und Bildungseinrichtung, ein Museum und ein Ort der Erinnerung an die Opfer nationalsozialistischer Verfolgung des Konzentrationslagers Theresienstadt.

## Gründung

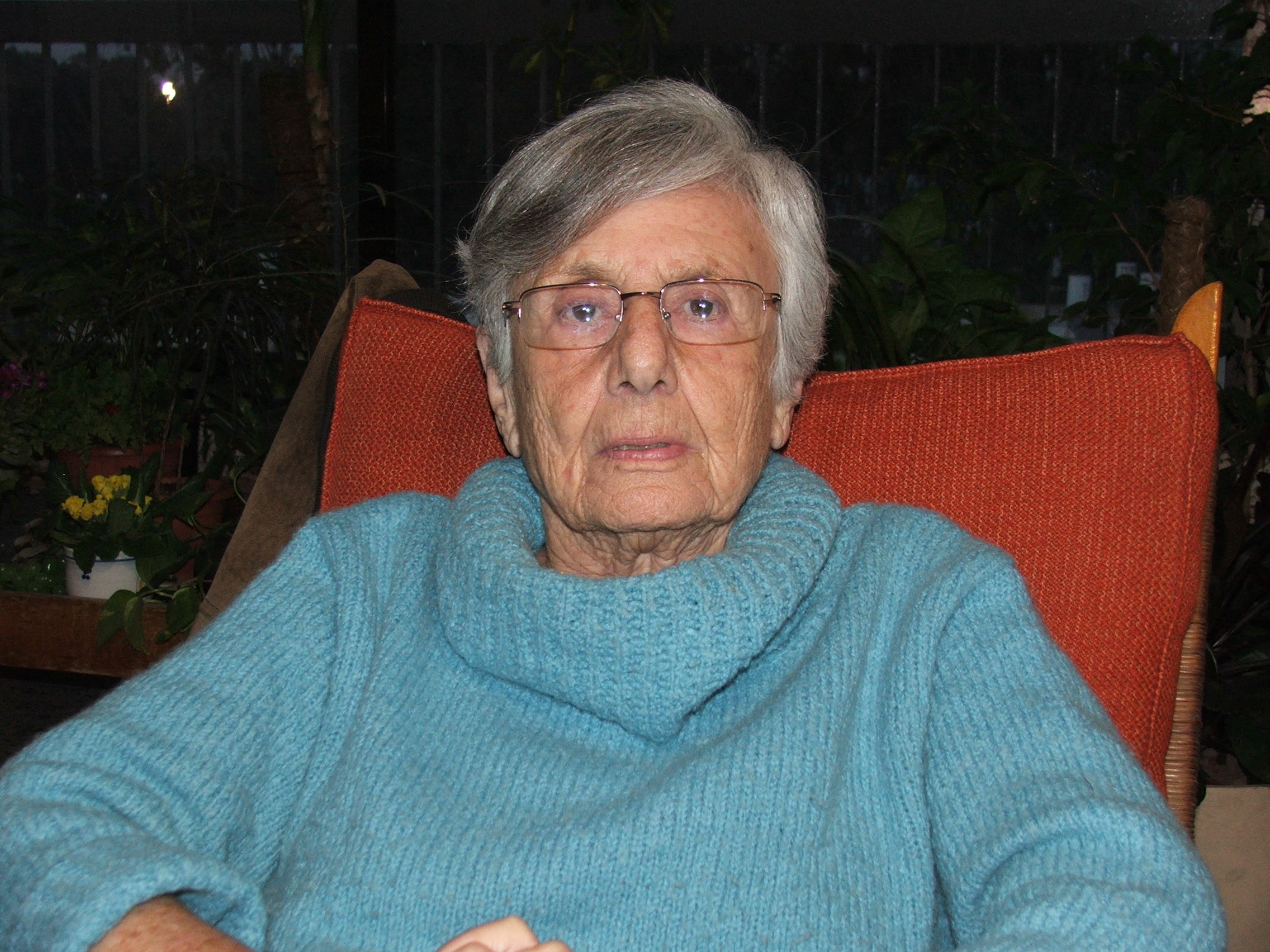
Ruth Bondy, Mitbegründerin von Beit Terezin, 2008

Im Mai 1955 kam es in Israel zu einem ersten noch informellen Treffen von Überlebenden des KZ Theresienstadt, deren Teilnehmer die Gründung einer Bildungseinrichtung beschlossen. 1966 konstituierte sich die Vereinigung zur Erinnerung an die Märtyrer von Theresienstadt, deren Mitglieder in Israel lebende ehemalige Gefangene des KZ Theresienstadt waren, unter ihnen auch ehemalige Angehörige zionistischer Jugendorganisationen. Die Vereinigung strebte nicht nur Treffen der Überlebenden, sondern auch die Gründung einer Bildungseinrichtung an. Diese Einrichtung sollte die Erinnerung an die Ermordeten wachhalten, insbesondere an die Opfer der Hechaluz und ihr führendes Mitglied Jacob Edelstein, den ersten Judenältesten des Ghetto Theresienstadt.
Motiviert wurde die Einrichtung von Beit Terezin unter anderem durch das Verhalten der kommunistischen Regierung der Tschechoslowakei, welche das Gedenken an den Holocaust aussparte. So wurde die Kleine Festung Theresienstadt zu einer nationalen Gedenkstätte für die Opfer des Faschismus, aber weder hier noch auf der Gedenktafel in der Stadt wurden die ermordeten Juden ausdrücklich erwähnt. Die Pinkas-Synagoge in Prag, die von 1960 bis 1968 als nationale Gedenkstätte für die ermordeten Juden der Tschechoslowakei diente, war seit dem Prager Frühling von 1968 nicht mehr zugänglich.
Das Vorbereitungskomitee behandelte in seinen ersten Treffen grundsätzliche Fragen, wie die Öffnung der Vereinigung für alle Überlebenden des KZ Theresienstadt oder nur für die Angehörigen des Hechaluz. Eine weitere Frage war, ob an diesem Ort nur der Opfer gedacht werden sollte die in Theresienstadt starben, oder auch derjenigen, die nach einer Haft in Theresienstadt in anderen Lagern ermordet wurden. 1966, als die Vereinigung zur Erinnerung an die Märtyrer von Theresienstadt formell anerkannt wurde, trafen sich die Mitglieder noch in Cafés oder in den Büros von Mitgliedern, die aufgrund ihrer beruflichen Tätigkeit Zugang zu geeigneten Räumen hatten. Es bestand Einigkeit, dass ein dringender Bedarf an Räumlichkeiten für Versammlungen, für Gedenkfeiern und zur Aufbewahrung der Dokumente und Forschungsunterlagen bestand.
Mitte der 1960er Jahre lebten viele Überlebende des KZ Theresienstadt im Kibbutz Givat Chaim (Ihud). Darüber hinaus waren unter den Gründern des Kibbutz viele Juden aus Deutschland und Österreich und Mitglieder der zionistischen Jugendorganisationen, die oftmals Angehörige in Theresienstadt verloren hatten. Dieser Personenkreis stand der Einrichtung einer Gedenkstätte oder Bildungseinrichtung auf dem Land des Kibbutz wohlwollend gegenüber. Zudem war es der Wunsch der Vereinigung, dass Beit Terezin inmitten einer lebendigen Gemeinschaft und nicht weitab vom öffentlichen Leben errichtet würde. Die Wahl des Kibbutz Givat Chaim (Ihud) wurde zusätzlich durch seine zentrale Lage begünstigt – seinerzeit hatten nur wenige der über ganz Israel verstreuten Mitglieder der Vereinigung ein Kraftfahrzeug, die meisten waren auf öffentliche Verkehrsmittel angewiesen. Schließlich wollte der allgemein verehrte und im KZ Auschwitz ermordete Jakob Edelstein sich nach seiner Auswanderung nach Palästina im damals noch ungeteilten Kibbutz Givat Chaim niederlassen. Auch weil der Kibbutz von Anfang an Räume in Beit Terezin für eigene Kulturveranstaltungen nutzen sollte, wurde der Vereinigung ein Bauplatz mitten im Kibbutz zugewiesen.
Gründungsmitglieder der Vereinigung waren die aus Tschechien stammende israelische Journalistin und Übersetzerin Ruth Bondy, eine Überlebende des Holocaust und ehemaliger Häftling des KZ Theresienstadt und mehrerer anderer Konzentrationslager, und der Diplomat Zeev Shek, ebenfalls Überlebender von Theresienstadt, Auschwitz und des Außenlagerkomplexes Kaufering des KZ Dachau. Shek wurde später israelischer Botschafter in Österreich.
Die Grundsteinlegung erfolgte 1969, die Errichtung der Gebäude erfolgte mit Unterstützung zionistischer Jugendorganisationen. Beit Terezin wurde Anfang Mai 1975 zum 30. Jahrestag der Befreiung des KZ Theresienstadt durch die Rote Armee eröffnet. Zu diesem Zeitpunkt war die Einrichtung bei weitem noch nicht vollendet. So bestand die Einrichtung der Gedenkhalle nur aus dem Bodenmosaik und einer Tora, die Wände waren kahl. Es gab Vorschläge für eine moderne audiovisuelle Präsentation der Geschichte des Ghettos, die verfügbaren finanziellen Mittel schlossen das jedoch aus. Einem Vorschlag Albin Glasers folgend wurden von hinten beleuchtete und mit Begleittexten versehene Bildfolien an den Wänden angebracht, die die Entwicklung des Ghettos illustrierten. Es dauerte bis 1974, die Ausstellung in der angestrebten Weise zu verwirklichen.

## Gebäude

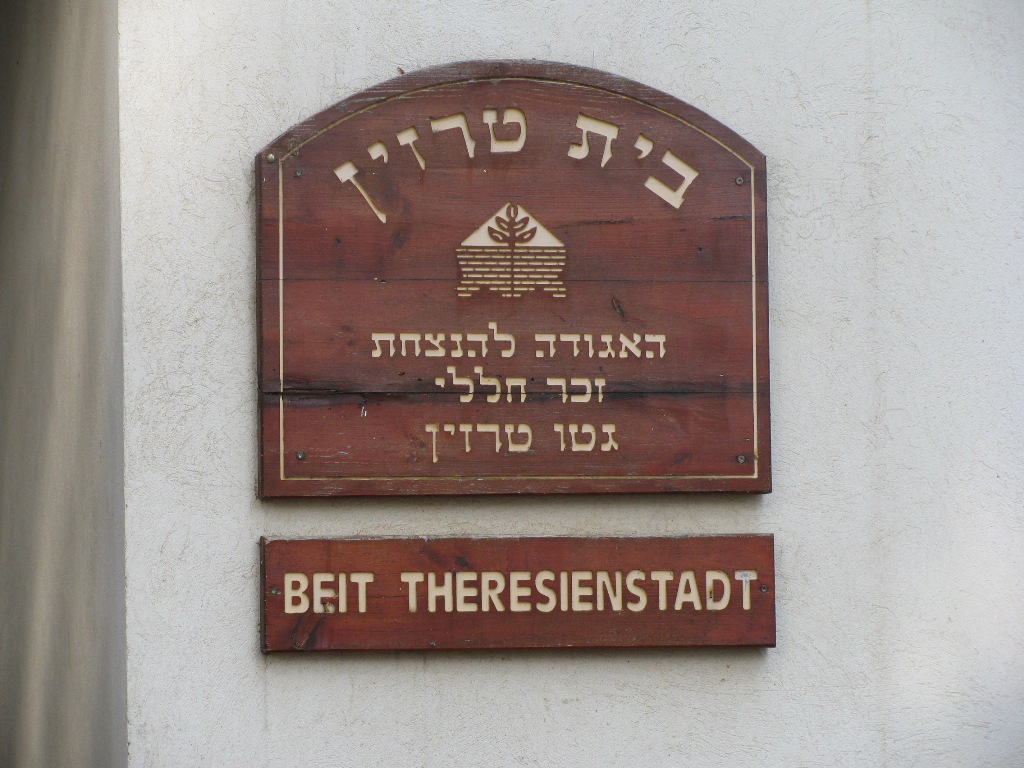
Schild am Eingang von Beit Terezin

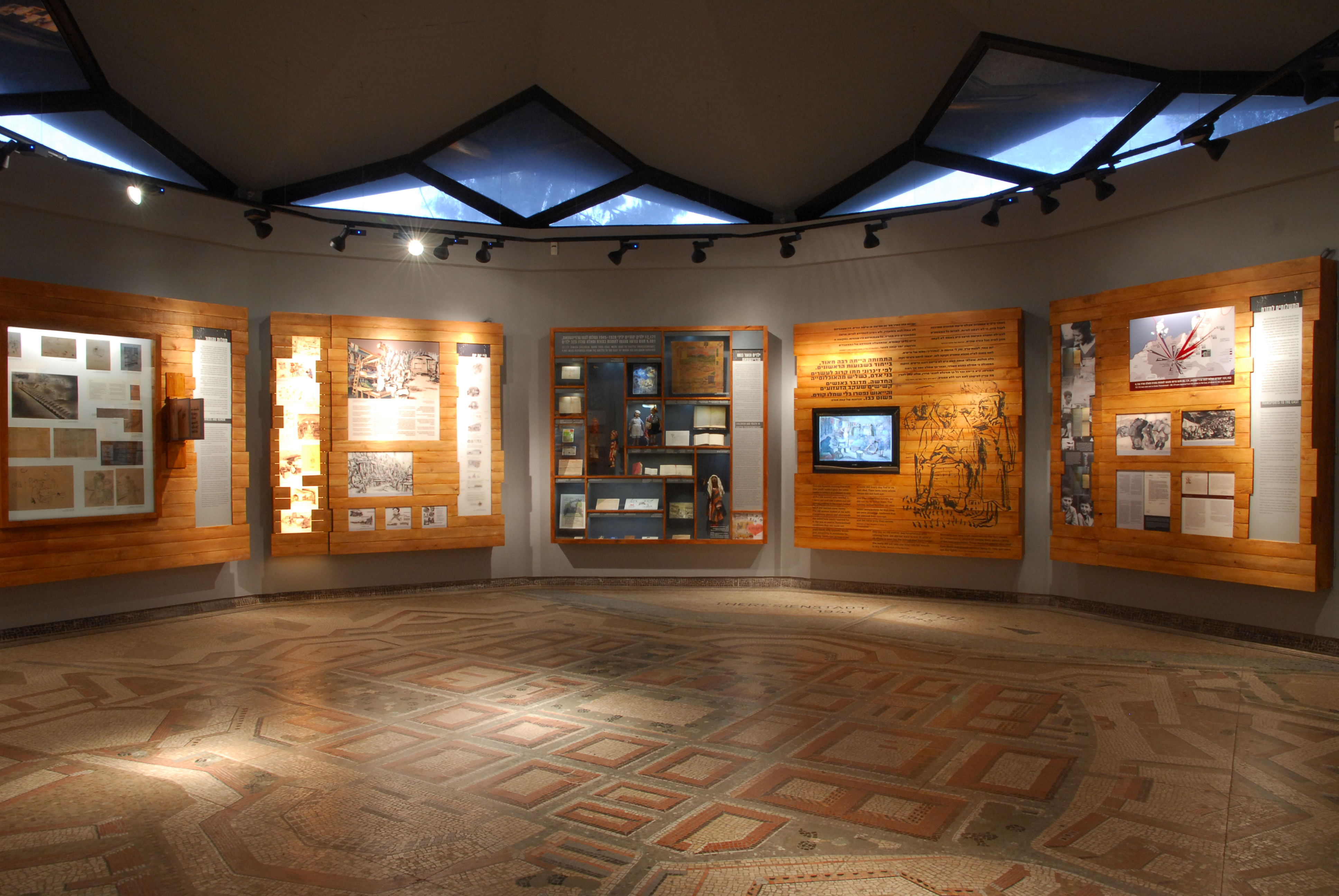
Innenansicht der Rotunde

Die Planung von Beit Terezin musste die beschränkten finanziellen Mittel der Vereinigung zur Erinnerung an die Märtyrer von Theresienstadt berücksichtigen. Der Entwurf der Anlage wurde von dem Architekten Albin Glaser erarbeitet, selbst ein Überlebender des KZ Theresienstadt. Sein Entwurf ist eine Einrichtung in schlichter Architektur, deren Räume vielfältige Nutzungen ermöglichen. Das zentrale Element ist die zwölfeckige Rotunde aus rotbraunen Ziegelsteinen, deren Grundriss und Material an die Festung Theresienstadt erinnern soll und die ursprünglich als Gedenkhalle und Ort der Erinnerung fungierte. Heute ist sie der Hauptraum des Beit Theresienstadt Museums und mit seiner Dauerausstellung Kern von Beit Terezin.
Zur Nutzung durch den Kibbutz wurden eine Bibliothek mit Lesesaal und ein kleiner Saal für Vorlesungen und Kulturveranstaltungen errichtet. Für Beit Terezin selbst gehören ein Archiv, ein Lesesaal und ein Vorlesungssaal zum Komplex.
Die ursprüngliche Planung Glasers beinhaltete noch einen Bau zur Unterbringung jener Dokumente über das KZ Theresienstadt, die Zeev Shek unmittelbar nach dem Zweiten Weltkrieg im Auftrag der Jewish Agency for Israel in Prag zusammengestellt und nach Israel gebracht hatte. Diese Dokumente waren zunächst jahrelang in der Hebräischen Universität Jerusalem untergebracht und sollten den Grundstock des Archivs von Beit Terezin bilden. Auf Veranlassung des damaligen israelischen Außenministers Mosche Scharet, dessen Sekretär Zeev Shek seinerzeit war, sollten die Dokumente zum Holocaust nicht auf viele kleine Institutionen verteilt, sondern zentral aufbewahrt werden. Daher übergab Shek die Dokumente an Yad Vashem. Der daraus resultierende Verzicht auf ein Dokumentations- und Studienzentrum führte zu Streit innerhalb der Vereinigung. Letztendlich wurden kleinere Räumlichkeiten zur Aufnahme des Archivs geschaffen, ohne damit in irgendeiner Weise mit Yad Vashem oder anderen großen Einrichtungen konkurrieren zu wollen.
Ein zweiter Konflikt um die Gestaltung von Beit Terezin betraf das von Glaser vorgesehene Bodenmosaik der Rotunde. Der Entwurf bildete das Wegenetz und die Gebäude des Ghettos Theresienstadt ab und seine Verwirklichung kostete 100.000 Israelische Pfund. Innerhalb der Vereinigung wurden die Kosten kritisiert, einige Mitglieder sahen den Betrag besser in Bildung und Forschung investiert. Neben dem finanziellen Aspekt wurde angeführt, dass die bildliche Darstellung nur von den Überlebenden des Ghettos verstanden würde, andere Mitglieder waren davon überzeugt, dass die detaillierte Darstellung der Straßen, Wege und Gebäude des Ghettos die Atmosphäre der Bedrückung für nachfolgende Generationen bewahren würde. Schließlich wurden die Mosaike nach Glasers Entwurf im Kibbutz Givat HaShlosha angefertigt, und die Gestaltung wird allgemein akzeptiert.

## Ausstellungen

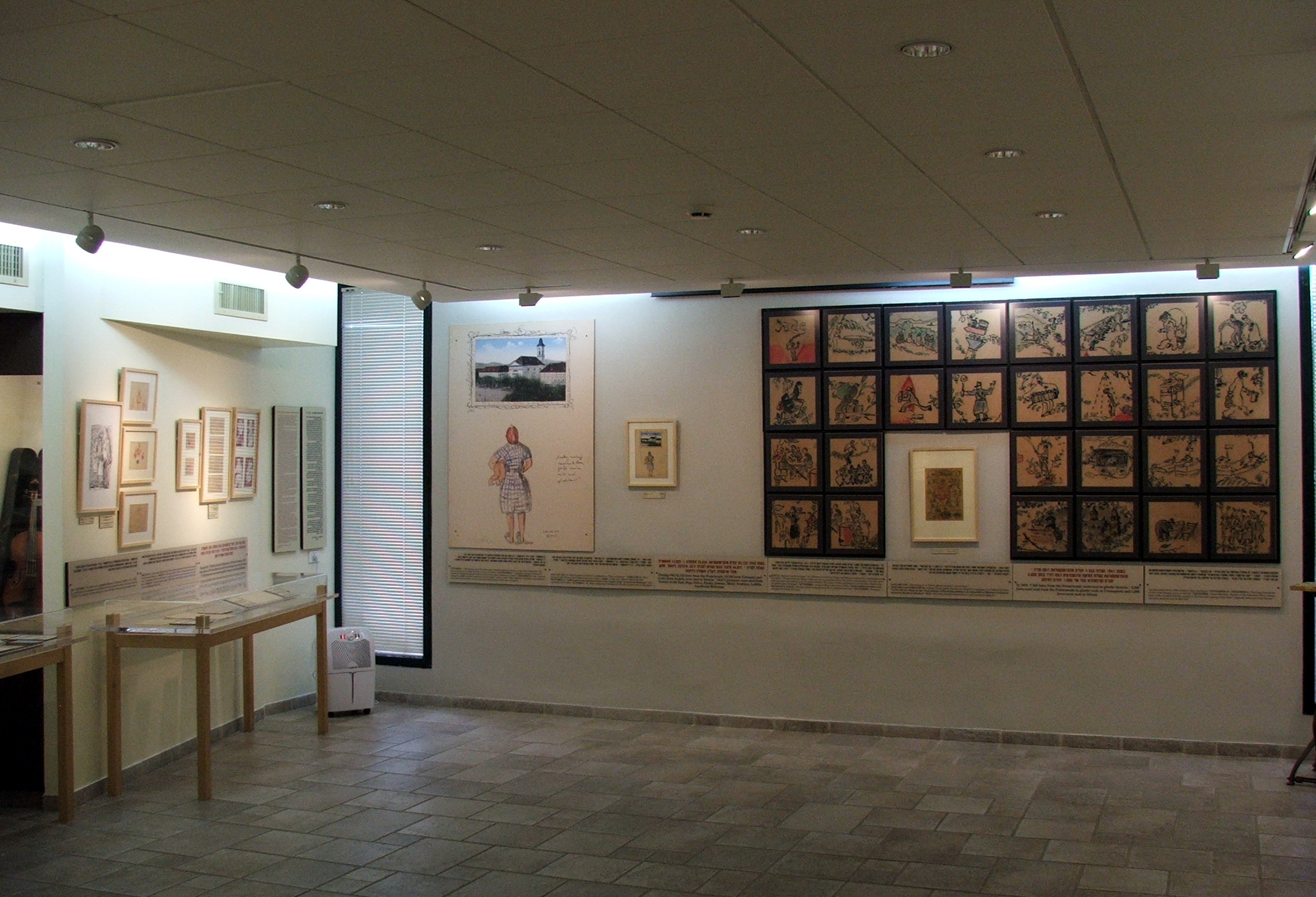
Ausstellungsraum des Beit Terezin mit Kinderzeichnungen

Thema der Dauerausstellung ist die Besetzung Tschechiens durch das nationalsozialistische Deutschland von 1939 bis 1945, insbesondere die Geschichte der Juden im Ghetto Theresienstadt von November 1941 bis Mai 1945. Im Rahmen weiterer Ausstellungen werden Werke von Künstlern aus dem Ghetto gezeigt.
2009 wurde unter dem Titel Liga Terezín eine Sonderausstellung über die Fußballliga Theresienstadt erarbeitet. Oded Breda, seinerzeit Leiter von Beit Terezin, hat den Regisseur Michael Schwartz und den Kameramann Avi Kanner bei der Produktion ihres Dokumentarfilms Liga Terezín aus dem Jahr 2013 unterstützt, in dem sie die Geschichte des Fußball-Spielbetriebs im KZ Theresienstadt schildern. Ebenfalls mit Unterstützung von Beit Terezin wurde im 2015 eröffneten Deutschen Fußballmuseum ein Teil der Dauerausstellung zur Erinnerung an die Fußballliga Theresienstadt und an Julius Hirsch und andere verfolgte und ermordete jüdische Fußballer gestaltet.
Beit Terezin hat zwei Ausstellungen erarbeitet, die sich besonders an Kinder und Jugendliche richten. Die erste Ausstellung behandelt unter dem Titel Sie nannten ihn „Freund“ die Kinderzeitschrift Kamarád des KZ Theresienstadt, in der von Kindern verfasste oder gezeichnete Beiträge über ihre alltäglichen Erfahrungen mit Hunger, Tod, Krankheit, Schmutz und Überfüllung des Lagers veröffentlicht wurden. Über die mit Exponaten belegte Beschreibung der Zeitschrift hinaus werden die Schicksale der Verfasser bis zu ihrer Ermordung im KZ Auschwitz dargestellt. Eine zweite Ausstellung hat den Titel „Sport und Jugend in Theresienstadt“. Sie widmet sich den vielfältigen sportlichen Aktivitäten der Kinder und Jugendlichen im KZ und nimmt besonders auf die Bedeutung des Sports für Bildung und Werteerziehung der jungen Gefangenen Bezug.
2011 wurde Beit Terezin als 54. Museum und drittes Holocaust-Museum des Staates Israel akkreditiert.

## Bildungszentrum
Das Bildungszentrum von Beit Terezin wurde 1993 eröffnet und dient der Erforschung und Dokumentation des Holocaust. Hierzu werden Veranstaltungen und Seminare für Schüler aller Altersgruppen angeboten. Weitere Seminare richten sich an Studenten verschiedener Fachrichtungen, Mitglieder der Israelischen Verteidigungsstreitkräfte, Lehrer und andere Multiplikatoren und Rentner.
Die in den Veranstaltungen behandelten Themen umfassen die Geschichte und das Schicksal des mitteleuropäischen Judentums, die Maßnahmen zur Errichtung des Ghettos und die „Endlösung“, den inneren Widerstand, die Funktion des Sports im Lager, die Unterhaltung von Bildungseinrichtungen unter schwierigsten Umständen, Kunst als Mittel zum Überleben und mehr.
Beit Terezin veranstaltet mit der Annual Hanna Greenfield Writing Competition alljährlich einen Schreibwettbewerb für Jugendliche, der nach Hanna Greenfield, einer israelischen Schriftstellerin und Überlebenden der Konzentrationslager Theresienstadt, Auschwitz und Bergen-Belsen benannt wurde.

## Archiv
Das Archiv von Beit Terezin gehört mit den Archiven von Yad Vashem, dem Jüdischen Museum in Prag und dem Archiv der Gedenkstätte Theresienstadt zu den vier wichtigsten Archiven mit Material über das KZ Theresienstadt. Zahlreiche Archivalien stammen aus dem Privatbesitz von Überlebenden, darunter Tagebücher, Fotografien, Materialien für den Schulunterricht im KZ, Bilder und andere Kunstwerke.
Zahlreiche Dokumente gelangten im Rahmen größerer Spenden in das Archiv von Beit Terezin. Durch seine guten Kontakte konnte Zeev Shek die Kopie eines Index mit den Daten von mehr als 162.000 jüdischen Gefangenen des KZ Theresienstadt aus der Tschechoslowakei, Deutschland, Österreich, den Niederlanden, Dänemark und anderen europäischen Staaten erhalten. Der Index war unmittelbar nach dem Zweiten Weltkrieg in Prag angefertigt worden. Dieser Index war während des Kalten Krieges von unschätzbarem Wert, zumal die Regierung der Tschechoslowakei nach dem Sieg Israels im Sechstagekrieg 1967 wie alle Ostblockstaaten die diplomatischen Beziehungen abgebrochen und den Austausch von Informationen stark eingeschränkt hatte. Dieser Index bildet den Kern des Archivs von Beit Terezin, und bis heute wird auf Nachfrage von Angehörigen Auskunft über das Schicksal Vermisster erteilt.
Neben dem genannten Index gelang es Shek, das Archiv des Hechaluz Theresienstadt nach Palästina mitzunehmen. Er übergab das Material zunächst an die Central Archives for the History of the Jewish People, von wo der größte Teil 1976 an Yad Vashem abgegeben wurde. Umfangreiches Bildmaterial aus diesem Bestand befindet sich im Archiv von Beit Terezin.

## Personal
In den Anfangsjahren wurden fast alle Arbeiten, von den Baumaßnahmen zur Errichtung von Beit Terezin, der Verwaltung, den Führungen durch die Ausstellung bis zur Durchführung der Bildungsveranstaltungen, durch Ehrenamtliche geleistet. Das waren in den meisten Fällen Überlebende des KZ Theresienstadt, und in geringerem Umfang Bewohner des Kibbutz und andere Freiwillige. Die Verwaltung des Kibbutz Givat Chaim (Ihud) stellte mit Pinda Shefa (bis 1982) und Aliza Schiller (bis 1998) zwei Mitglieder des Kibbutz und Theresienstadt-Überlebende für die Leitung von Beit Terezin ab. Alter und Tod der Mitglieder der ersten Generation und der stetig zunehmende Arbeitsaufwand machten es ab 1998 notwendig, die Leitung von Beit Terezin hauptamtlich zu besetzen. Heute werden für verschiedene Aufgaben in Museum, Bildungsbereich und Archiv feste Mitarbeiter beschäftigt.

## Trägerverein
Beit Terezin steht nach wie vor unter der Trägerschaft der Vereinigung zur Erinnerung an die Märtyrer von Theresienstadt (Theresienstadt (Terezin) Martyrs Remembrance Association). Zu Beginn war der Verein ein Zusammenschluss von Überlebenden des KZ Theresienstadt. Die Vereinigung hat sich aber nach und nach geöffnet, zunächst durch die Aufnahme der „zweiten Generation“, Kinder von Überlebenden, die nach der Befreiung ihrer Eltern geboren wurden. 1997 wurde in der Satzung des Vereins die Repräsentation der „zweiten Generation“ in allen Gremien des Vereins festgeschrieben. Heute kann jeder Mitglied werden, der gewillt ist, die Arbeit und die Ziele von Beit Terezin zu unterstützen.

## NewsletterDapei Kesher
Seit 1976 veröffentlicht Beit Terezin den halbjährlich in Hebräisch und Englisch erscheinenden Newsletter Dapei Kesher (hebräisch דפי קשר). Die Publikation dient der Aufrechterhaltung des Kontakts und dem Austausch von Informationen über Beit Terezin zwischen den über die ganze Welt verteilten Mitgliedern der Theresienstadt (Terezin) Martyrs Remembrance Association. Weitere Inhalte beziehen sich auf die Geschichte des KZ Theresienstadt, mit Informationen über Treffen von Überlebenden, Kongresse, Ausstellungen, Kulturveranstaltungen, Veröffentlichungen von Büchern und Medien aus der ganzen Welt. Ab der ersten Ausgabe wurde Dapei Kesher mehr als 20 Jahre lang von Ruth Bondy herausgegeben.